# Kástu

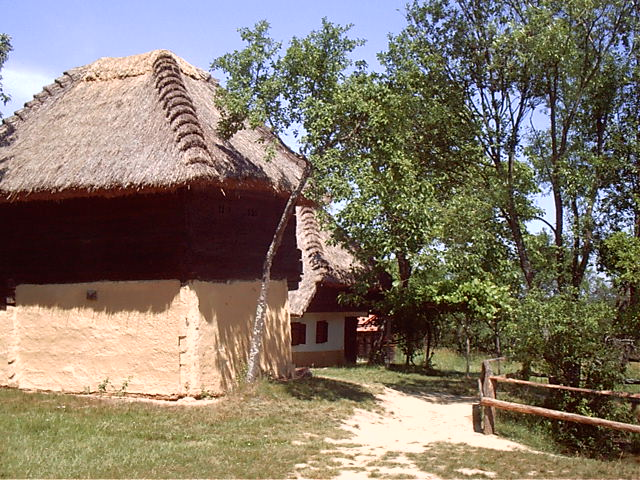

A kástu (régies nevén fölkástu) jellegzetes őrségi épület, amely egyszerre volt éléskamra és jószágélelem tárolására alkalmas építmény.
Több típusát használták. Legismertebb, egyben legritkább formája a módos telkeken álló emeletes kástu, aminek egyetlen autentikus példánya a szalafői Pityerszeren áll. Ezt a kástuformát örökíti meg Nemesnépi Zakál György is:

„°Említtést érdemel még az ugy nevezett Kástu, a'melly fábul rakott kis épület egy emeletre. Az emelet alatt Pincze vagy kamara tartatik (mivel az Eörséghi Földbe a könnyen szivárgó víz miatt mélly pintzét nem lehet ásni). Az emeletbe pedig, a' melybe a' tsinossan össze átsolt de be nem sározott oldal boronnák között a' szabad levegő bé lenghet, fel akogatott hus, szalonna, 's más egyéb főzelék tartatik.”

Gyakoribb típus volt a domboldalba épült pincés fölkástu, amelynek előteres ajtaja a lejtőre nyílt. A földszinti kástu mögött volt a kamra, és az alatt egy kisebb vagy nagyobb pince, amelynek lejárata a kamrából nyílt. Egyes fölkásuk alatt ólak voltak.
Szintén elterjedt az általában egy helyiségből álló kiskástu vagy a földszintes kástu, amely boronából épült kisméretű zsúptetős ház tölgyfagerendákra építve. Nem sározták sem kívül, sem belül. Bent polcok voltak körben a falakon az edények, élelmiszerek számára. A kástu fontos szerepet töltött be a paraszti világban. Ezt is mutatja, hogy állandóan zárták és csak a gazda vagy a gazdasszony léphetett be. A fából készült kástuk építésének kora akkor áldozott le, amikor az erdőirtás következtében nem volt elegendő a fa.
A Vendvidéken is valamikor voltak kástuk, ezekből ma már csak egy-kettő maradt fenn.

## A pityerszeri kástu
A kástu az szín, présház, kamra együttesen egy kétszintes épületben. Pityerszeren (Szalafőn), ahol eredeti helyén, a falumúzeumban látható ez a népi építészet egyik legkülönlegesebb, szép emléke. Mindez páratlan látvány az ide látogatóknak.
A kástu a Pityerszer 1. számú portáján található meg. A 19. század első felében épült. Ma már Magyarországon egyedülálló ez az emeletes kamra, amely keresztvéges boronafalakkal, zsúpfedéssel készült. Az emeletes építmény rendkívül ritka a magyar népi építkezésben. Az egykori kerített házon házon kívül álló emeletes vagy másképpen fölkástu a jószágos és éléskamra egyesített megoldását képviseli.
Földszintje két helyiségből áll; bal oldalon a kamra, mellette jobbra a nyitott szín. A földszinti rész boronafala, kívül-belül sárral tapasztott, fehérre meszelt, alul keskeny sárga színű lábazati sávval. A sározás a téli hideg ellen védte a hordókat. A kamrában hombárok, hordók álltak, melyekben lisztet, ecetet, káposztát tartottak. Ezeken kívül más háztartási eszközök is befértek ide: teknők, kádak. A nyitott színben oldalorsós szőlőprés látható, előtte szekér, mellette eke, a taliga a borona, a szántutézsola, a csikuti.
Az emeleti kástuba létrán vagy feljárón lehetett feljutni, amely a tornácos ürögbe vagy a kástu pitvarba vezetett. Innen kisajtón lehetett a kástuba feljutni, amely csak a nyitott ajtón és a kis szellőző nyíláson kapott világosságot. A rácsozott szellőzőnyílásokat még szíjáccsal is befonták. Az emeleti részen a boronafalak sározatlanok. Itt tartották a zsírnak való szalonnát a sonkát és más húsféleségeket. Ezt szalonnarudaknak nevezték. A földön sorakozó favindőkben zsírt, kölest babot és más szemes terményt tartottak. Az élelmiszereken kívül még sok más limlom is megfért a fölkástuban. A falakon elhelyezett pócákon (polcokon) üvegek állottak, de a 10-15 literes pálinkásüvegeket már ládákban helyezték el. A ládákban, kópicokban aszalt gyümölcsöt is tartottak.
A szín padlásaként un. színhiélt vagy fütyülikat találunk, amelyek ugyancsak a kástupitarból (pitvarból) nyílik. Itt mindenféle gazdasági hulladékot, szerszámot, ócska holmikat tartottak (hátha jó lesz még valamire). Sokszor ebben és a feljebb lévő kástuhiélben száradt a leny is.
Az emeletes kástu mellett található a vízgyűjtő tóka, melynek a mélysége 3-4 méter. A porta tartozéka még a kástu mögötti deszkafalu sátortetős gerinc, oldal és vendégszelemenes tetőszerkezetű pajta. Az egyszerű pajta hosszanti oldalain egy-egy kétszárnyú kapu tette lehetővé a szekerek átjárását. A kástu felőli kapu mellett személybejáróként szolgáló kis ajtó is található.